# Tiroteig de Breonna Taylor
Breonna Taylor va ser una dona afroestatunidenca de vint-i-sis anys, tècnica en emergències sanitàries, que va morir en un tiroteig el 13 de març de 2020. Tres agents que duien a terme una ordre de registre sense avís van entrar al seu apartament a Louisville, Kentucky, en el qual es va produir un tiroteig entre la parella de Taylor, Kenneth Walker i els oficials. Walker va assegurar creure que els agents, que van disparar més de vint vegades, eren intrusos. Taylor va ser disparada vuit vegades i l'inspector Jonathan Mattingly va resultar ferit pels trets. Un altre agent i un tinent del Departament de Policia Metropolitana de Louisville (LMPD) estaven en l'escena quan el registre va ser executat.
La recerca del LMPD buscava dues persones que estaven ja en custòdia de la policia i eren sospitoses de vendre substàncies controlades en un fumador a més de 15 km de distància. Jamarcus Glover, una de les persones en custòdia, havia tingut prèviament una relació amb Taylor. L'ordre de registre incloïa la residència dels Taylor perquè se sospitava que allí es rebien drogues relacionades amb el cas i perquè un automòbil registrat a nom de Taylor havia estat vist aparcat davant de la casa de Glover en diverses ocasions. No es van trobar drogues a l'apartament.
Walker, que tenia llicència per portar armes de foc, va ser el primer a disparar, ferint a un dels agents, la qual cosa va causar que la policia respongués disparant cap a l'apartament més de vint vegades. Segons una demanda per homicidi presentada per l'advocat de la família Taylor contra la policia, els oficials, que van entrar en la residència sense tocar ni anunciar-se, aparentment van obrir foc «amb total indiferència cap al valor de la vida humana».
Sis mesos després dels fets, i malgrat que cap dels oficials va ser imputat pels fets, el 16 de setembre de 2020 l'estat va decidir indemnitzar la família de Breonna amb la suma de 12 milions de dòlars.

## Persones involucrades
- Breonna Taylor (5 de juny de 1993 - 13 de març de 2020) nascuda a Grand Rapids (Michigan). Els seus pares són Tamika Palmer i Troy Herrod. Es va graduar de l'institut Western High School i va estudiar a la Universitat de Kentucky. Va ser tècnica en emergències sanitàries[11] i va treballar en dos hospitals, l'Hospital Jueu de la Universitat de Louisville i el Norton Healthcare. En el moment de la seva mort, treballava per al departament de salut de la Universitat de Louisville.[11][12][13] El seu funeral es va celebrar el 21 de març de 2020.
- Kenneth Walker era el xicot de Taylor i vivia amb ella a l'apartament.
- Jonathan Mattingly és un inspector de policia del LMPD, que es va unir al departament l'any 2000.[2]
- Brett Hankison és un detectiu civil del LMPD.
- Myles Cosgrove és un detectiu civil del LMPD.

## Tiroteig
Poc després de mitjanit, el 13 de març de 2020, la policia de Louisville va entrar a l'apartament de Breonna Taylor i Kenneth Walker, usant un ariet per forçar la porta. La policia investigava dos homes sospitosos de venda de drogues, aparentment sense saber que aquests homes es trobaven ja sota custòdia. L'habitatge de Taylor i Walker estava inclosa en una ordre de registre signada per la jutge del circuit del comtat de Jefferson Mary M. Shaw, suposadament basada en les representacions aportades per la policia, que indicaven que aquesta era usada per un dels homes per rebre paquets. El presumpte traficant de drogues va ser suposadament vist entrant a l'apartament de Taylor una tarda de gener amb un paquet del Servei Postal dels Estats Units, abans de sortir i conduir fins a un conegut fumador, segons l'ordre, un inspector postal va confirmar que l'home havia estat rebent paquets a l'apartament. Tony Gooden, inspector postal, va dir que la seva oficina va negar davant la policia que en la residència s'haguessin rebut paquets que resultessin d'interès.
La policia de Louisville al·lega haver-se anunciat en entrar en la residència després d'haver trucat diverses vegades i dir que eren oficials de la policia de Louisville amb una ordre de registre. Els veïns i la família de Taylor es mostren en desacord, afirmant que no hi va haver cap anunci i que Walker i Taylor creien que algú estava entrant per la força, la qual cosa va causar que Walker actués en defensa pròpia. Walker va dir en el seu interrogatori que Taylor va cridar diverses vegades preguntant qui era, després d'escoltar un fort cop a la porta, en no rebre resposta, Walker va agafar la seva arma. Walker, que tenia llicència per portar armes de foc, va ser el primer a disparar, ferint a la cama un dels agents; com a resposta, els agents van obrir foc amb més de vint trets, abastant objectes de la sala d'estar, del menjador, de la cuina, del passadís, del lavabo i de les dues habitacions. Taylor va rebre almenys vuit trets i va ser declarada morta in situ. No es van trobar drogues en l'apartament. Segons fonts anònimes que van parlar amb WAVE3 News, un dels tres agents presumptament va disparar a cegues des de l'exterior de la residència, a través d'una finestra amb persianes i cortines tancades; les fonts van afirmar que no creien que Taylor fos impactada per cap de les bales disparades per l'agent que es trobava fora.

## Investigacions i procediments legals
Els tres suposats assassins involucrats en el tiroteig van ser col·locats en una reassignació de plaça pendent del resultat d'una investigació.
La policia va emplenar un informe de l'incident, gairebé completament buit. En ell s'afirmava que Taylor no havia patit cap dany, tot i que va morir a causa de les ferides causades pels trets. L'informe també afirmava que no hi va haver cap entrada forçosa, tot i que els agents havien usat un ariet. El departament de policia va dir que els equívocs en l'informe havien estat causats per errors tècnics.

### Walker
En un inici, Walker s'enfrontava a càrrecs criminals d'agressió en primer grau i d'intent d'homicidi cap a un agent de policia. Els agents del LMPD van afirmar haver-se anunciat abans d'entrar a l'habitatge i van ser rebuts de forma immediata per trets per part de Walker. Segons la seva declaració, Walker va disparar la seva arma de foc primer, ferint un dels agents. L'advocat de Walker va dir que ell creia que algú estava entrant a la residència de forma il·legal i que Walker simplement va actuar en defensa pròpia. Les trucades al 911 van ser posteriorment revelades al públic, en elles es va gravar Walker dient a l'operador d'emergències: «somebody kicked in the door and shot my girlfriend» ('algú ha obert la porta a puntades de peu i li ha disparat a la meva xicota').
Posteriorment, Walker va ser posat en llibertat per preocupacions respecte al coronavirus, la qual cosa va produir crítiques per part del Departament Metropolità de Policia de Louisville.
La jutge Olu Stevens va alliberar Walker del seu arrest domiciliari el 22 de maig. Tom Wine, fiscal del comtat, va prosseguir a aixecar tots els càrrecs contra Walker a finals de maig. El cas podria ser presentat a un gran jurat de nou després de revisar els resultats de les investigacions de l'FBI i de l'oficina general d'advocats de Kentucky. Wine va aixecar els càrrecs perquè els oficials mai no van esmentar a Taylor pel seu nom davant del gran jurat ni va mencionar que li havien disparat. Amics propers de Walker van dir que la seva feina era protegir Taylor costés el que costés. Rob Eggert, un advocat en representació de Walker, va declarar públicament que: «he just wanted to resume his life» ('ell només volia continuar amb la seva vida'). Al mateix temps, el seu advocat va dir que se li podrien tornar a imputar càrrecs en sortir a la llum més fets sobre el tiroteig.

### La família de Taylor
El 15 de maig, la família de Taylor va presentar una demanda de reclamació de mort per negligència. S'hi declara que Taylor i Walker dormien a la seva habitació abans que l'incident ocorregués, i que la policia es trobava en un vehicle desproveït d'identificació. Cap dels agents portava càmeres corporals ja que els tres es trobaven vestits de civils. Taylor i Walker van creure que uns criminals havien entrat en el seu habitatge i que es trobaven en perill imminent. La demanda al·lega que: «the officers then entered Breonna's home without knocking and without announcing themselves as police officers. The Defendants then proceeded to spray gunfire into the residence with a total disregard for the value of human life.» ('Llavors els agents van entrar a l'habitatge de la Breonna sense trucar i sense anunciar-se com a agents de policia. Els acusats van procedir a atacar amb trets a la residència amb total indiferència cap al valor de la vida humana').

### FBI
L'oficina del Federal Bureau of Investigation (FBI) a Louisville va anunciar que havia obert una investigació el 21 de maig de 2020. Robert Brown, agent especial a càrrec de l'oficina, va dir: «The FBI will collect all available facts and evidence and will ensure that the investigation is conducted in a fair, thorough and impartial manner» ('l'FBI recollirà totes les dades i proves disponibles i s'assegurarà que la investigació sigui duta a terme de manera justa, rigorosa i imparcial').

## Conseqüències
El 14 de maig, Sam Aguiar, advocat en representació de la família de Taylor, va fer públiques unes fotografies a The Courier-Journal en les quals s'evidenciaven els danys provocats pels trets a l'apartament i a l'apartament veí.
El 21 de maig, després de fortes crítiques a nivell local i nacional cap a la resposta del departament en el cas, el Cap de Policia Steve Conrad va anunciar la seva dimissió, que es faria efectiva el 30 de juny. El departament va anunciar també que tots els oficials sota jurament haurien de portar càmeres corporals i que canviaria la forma en la qual es desenvolupen les ordres de registre.
El 27 de maig el LMPD va dir que havia rebut múltiples amenaces de mort com «All cops need to die» ('tots els policies han de morir') i «kill pigs» ('mort als porcs'). Quan uns agents responien una trucada al 911 a prop de l'apartament de Taylor el 20 de maig, diverses persones els van llançar trossos de ciment i després van fugir. Cap agent va ser ferit.
L'alcalde de Louisville, Greg Fischer, va suspendre de manera indefinida les ordres de registre sense previ avís el 29 de maig.
El cap de policia Conrad va ser acomiadat l'1 de juny després d'un tiroteig que va posar fi a la vida de David McAtee, un home negre amo d'un negoci.

### Protestes
Diversos manifestants, entre els quals s'incloïen amics i familiars de Taylor, van envoltar l'oficina de l'alcalde Fischer el 26 de maig de 2020, en unes protestes en què van exigir que els tres agents fossin arrestats i se'ls imputessin càrrecs d'homicidi.

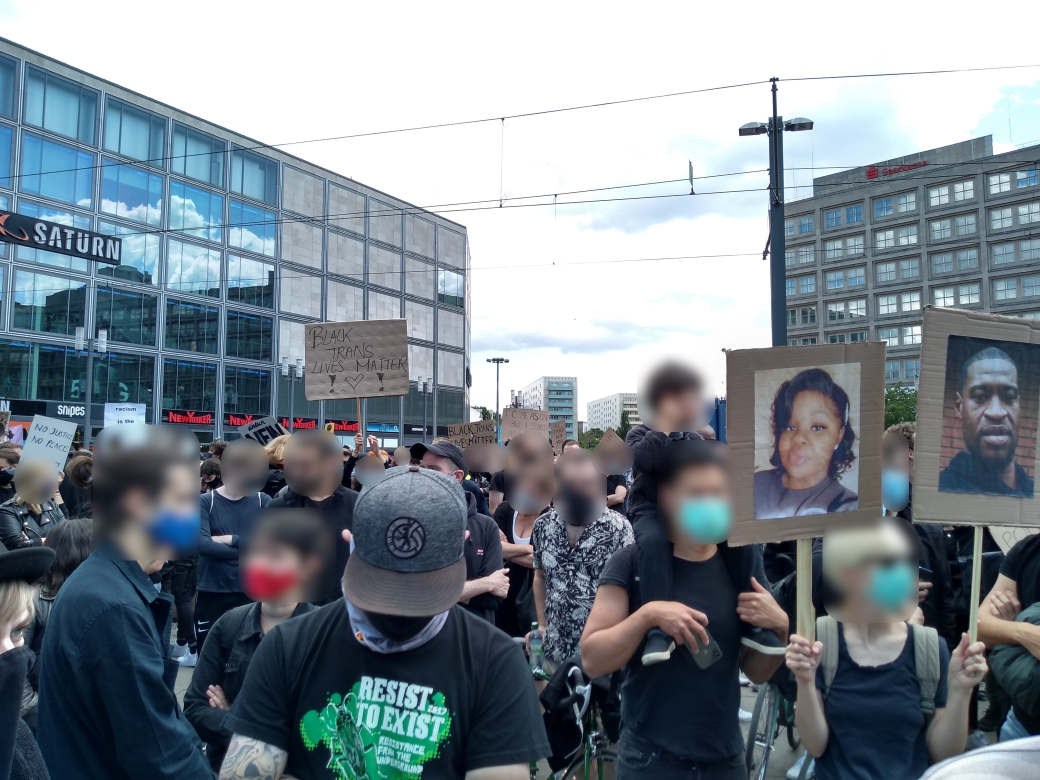
Una manifestació contra el racisme a Berlín, Alemanya, el 6 de juny de 2020; els manifestants van aixecar cartells amb fotos de Breonna Taylor i George Floyd

El 28 de maig, entre cinc-cents i sis-cents manifestants van marxar al centre de Louisville, corejant: «No justice, no peace, prosecute police!» ('sense justícia no hi ha pau, processin la policia!') i «Breonna, Breonna, Breonna!» Les manifestacions van continuar fins al matí del 29 de maig, quan set persones van ser disparades, de les quals una es va trobar en estat crític. Mentrestant Juniyah Palmer, germana de Taylor, va publicar a la seva pàgina de Facebook: «At this point y'all are no longer doing this for my sister! You guys are just vandalizing stuff for NO reason, I had a friend ask people why they are there most didn't even know the "protest" was for my sister» ('a hores d'ara ja no ho estan fent per la meva germana! Ho estan fent sense CAP raó, un amic li va preguntar a algunes persones per què estaven allí, la majoria ni tan sols sabia que la "manifestació" era per la meva germana'). Aquelles manifestacions van ser part d'una reacció a nivell nacional a la mort de George Floyd, un home afroamericà que va ser víctima d'homicidi en custòdia de la policia el 25 de maig.

## Propostes legislatives
El juny de 2020, demòcrates al Congrés van introduir la llei de justícia en els actes policials de 2020, una àmplia proposició de llei que contenia mesures dedicades a combatre la mala conducta, la força excessiva, i el racisme en els actes policials. La llei prohibiria l'expedició d'ordres de registre sense avís, similar a la usada en la batuda que va resultar en la mort de Taylor, en recerques federals de drogues i proporcionaria incentius als estats per adoptar prohibicions similars.
El senador Rand Paul va introduir la llei de justícia per Breonna Taylor, que prohibiria executar lleis federals quan s'estigués duent a terme una ordre fins que l'agent notifiqués la seva autoritat o propòsit. També s'aplicaria per a l'execució de lleis a nivell estatal i local, que rep finançament del departament de justícia.
El 10 de juny, el ple municipal de Louisville va votar per unanimitat en favor de la prohibició de les ordres de registre sense avís. La llei porta per nom «Breonna's Law» ('Llei Breonna') i exigeix a tots els agents participants de registres que portin càmeres corporals durant el procés. A més, aquestes han d'haver-se encès almenys cinc minuts abans que l'ordre sigui duta a terme fins a almenys cinc minuts després que hagi acabat.

## Reaccions

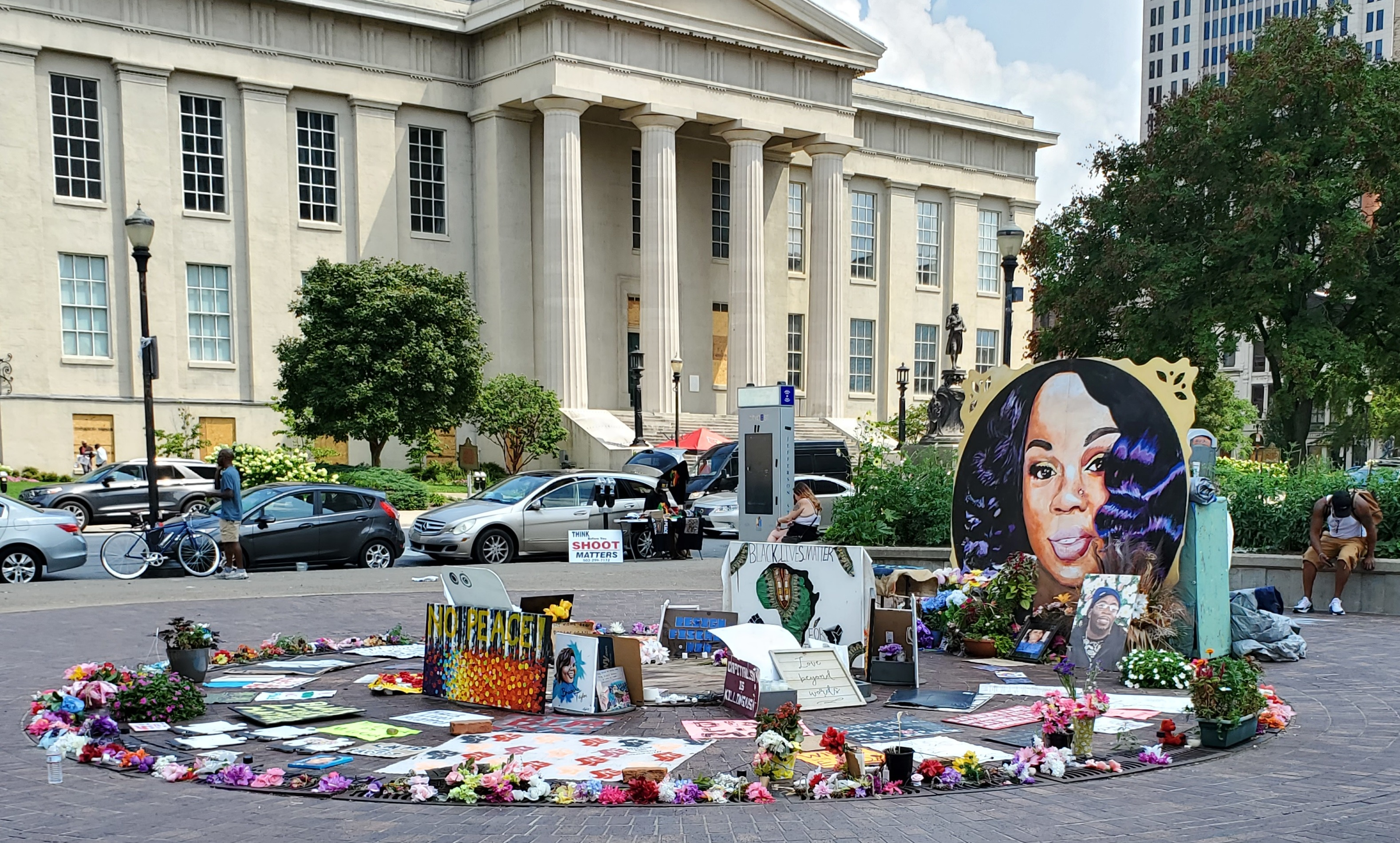
Memorial de la Breonna Taylor a la plaça Jefferson a Louisville, Kentucky

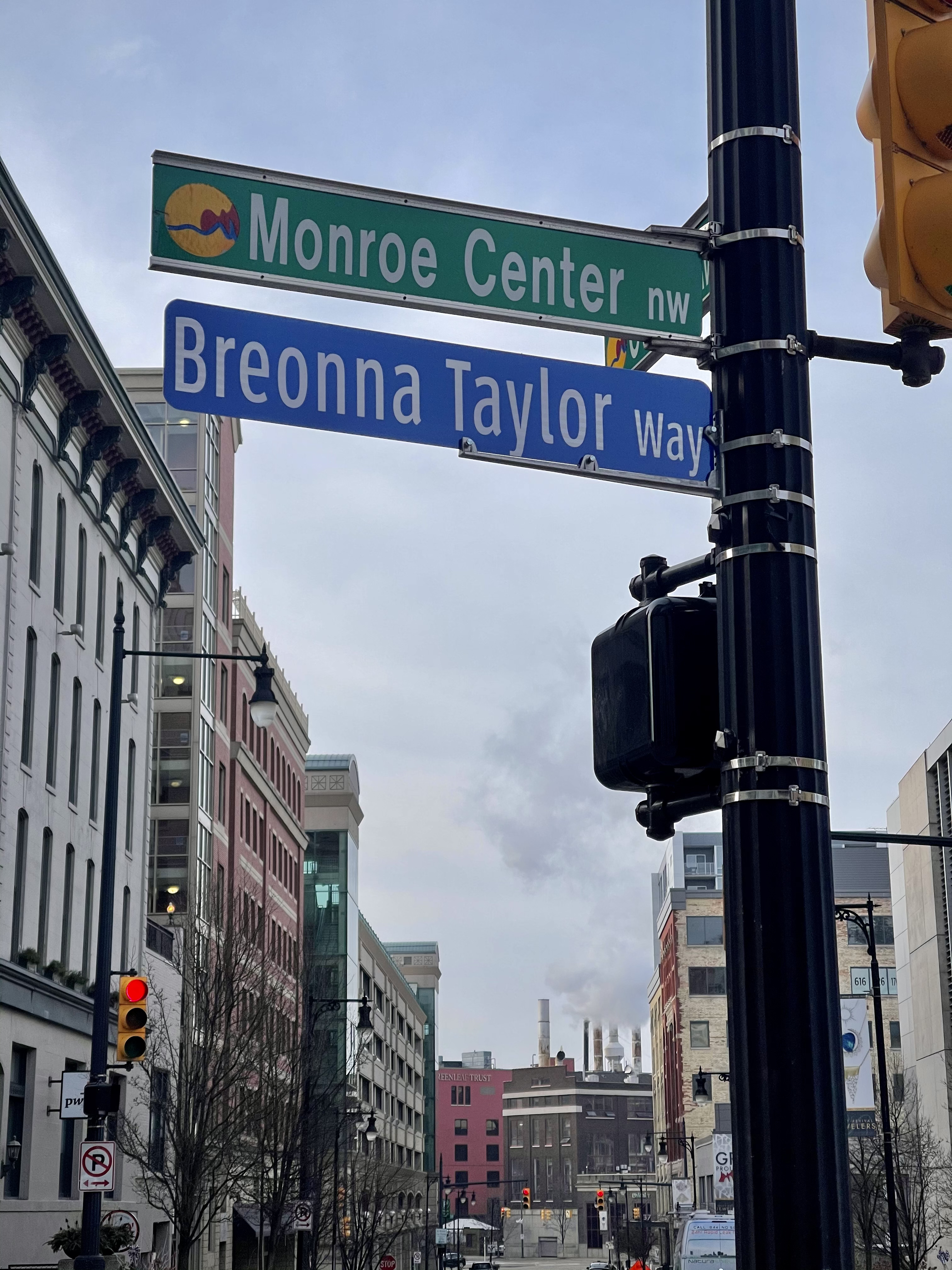
Carrer de Breonna Taylor al lloc de naixement de Taylor a Grand Rapids (Michigan).

Durant les setmanes següents a la mort de Taylor, hi va haver molt poques reaccions o respostes públiques de part d'agents del govern. El LMPD no ha aportat gaires detalls sobre el tiroteig, ni respostes a les preguntes sobre el cas. La mort de Taylor va començar a atreure atenció a nivell nacional quan l'activista Shaun King va fer una publicació sobre la seva mort en xarxes socials. El 13 de maig de 2020 el governador de Kentucky, Andy Beshear, va respondre als informes sobre la mort de Taylor i va dir que el públic mereixia saber tot sobre la batuda ocorreguda al març. Beshear li va exigir al fiscal general de Kentucky, Daniel Cameron, i als fiscals locals i federals que revisessin la investigació inicial de la policia de Louisville per assegurar-se que es fes justícia «at a times when many are concerned that justice is not blind» ('en uns moments en què molts estan preocupats que la justícia no sigui cega'). El 14 de maig, l'alcalde de Louisville, Greg Fischer, i el cap del LMPD, Steve Conrad, van anunciar que havien demanat a l'FBI i al districte d'advocats dels Estats Units que revisessin les troballes locals de la recerca de la Unitat d'Integritat Pública quan aquesta fos completada. Comentadors com Arwa Mahdawi i la professora Brittney Cooper van suggerir que era probable que la mort de Taylor no hagués rebut tanta atenció si no hagués estat per les protestes per la mort de George Floyd, ja que les dones negres són moltes vegades invisibilitzades. Mahdawi va relacionar a la campanya anomenada #SayHerName ('digues el seu nom') i la declaració de Malcolm X: «The most disrespected person in America is the black woman» ('la persona menys respectada dels Estats Units és la dona negra'), i va exigir més protestes fins que es fes justícia per a Taylor.